# Panch phoron
Panch phoron er en klassisk traditionel nordindisk krydderiblanding. Den består af fem krydderier sennepskorn, nigella, Almindelig Fennikel spidskommen Bukkehorn. 
Blandingen er også kendt som bengalsk femkrydderblanding er mild og benyttes til krydning grønsager, kylling og fisk.